# Dorfkirche Wamckow

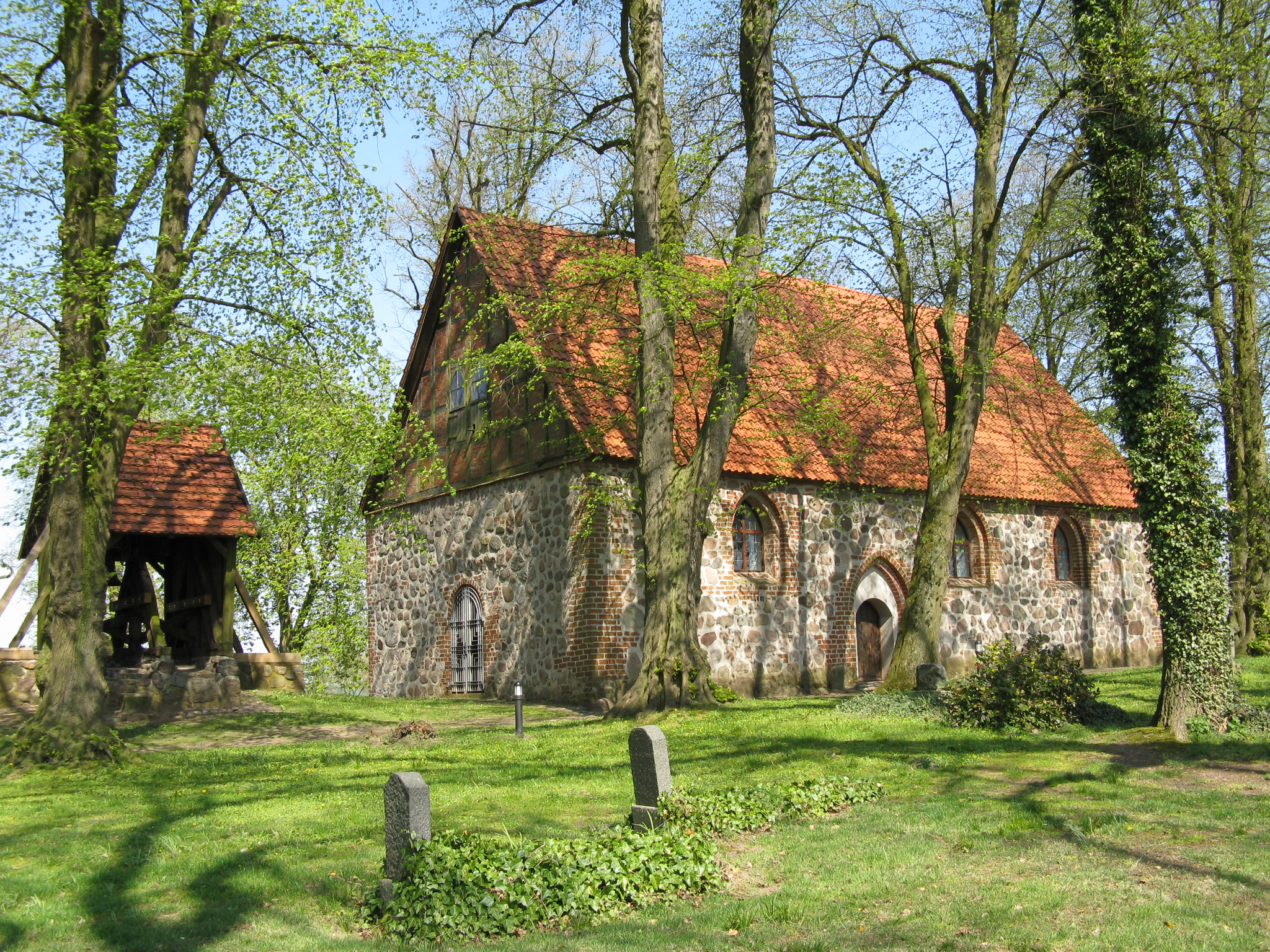
Dorfkirche Wamckow 2009

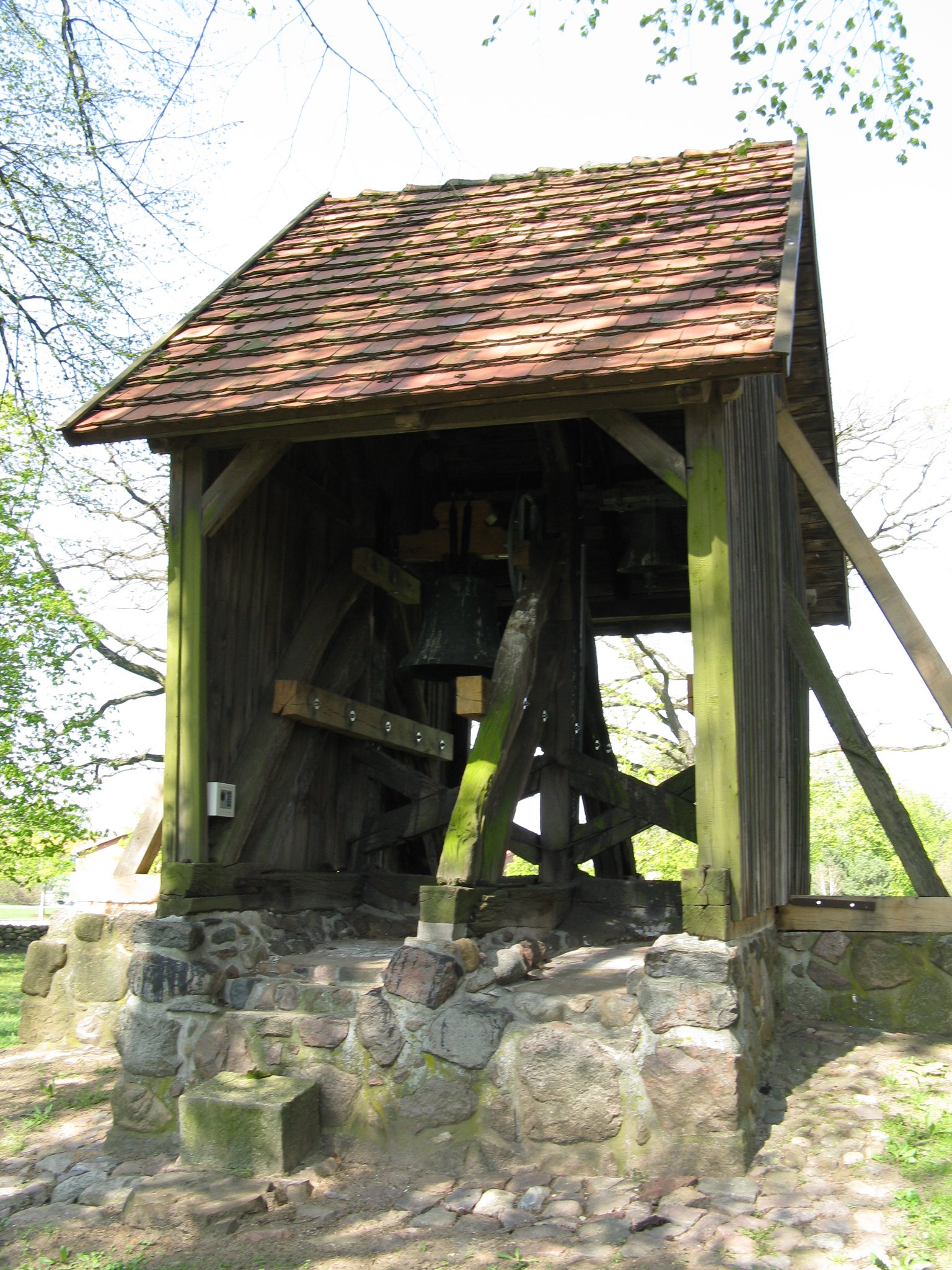
Glockenstuhl 2009

Die evangelische Dorfkirche Wamckow ist eine turmlose Feldsteinkirche in Wamckow, einem Ortsteil von Kobrow im Landkreis Ludwigslust-Parchim in Mecklenburg-Vorpommern.

## Geschichte
Wamckow wurde 1256 erstmals urkundlich erwähnt, als Pribislav, Fürst von Richenberg, seinem Kaplan Jordan die Pfarre zu Wahmkowe mit der Filiale Hohen Pritz verlieh. Villa et ecclesia Prituzen, que est filia ecclesi in Womekowe, in prefata villa Pretutsen Duos mansos ad ecclesiam, et hos cum omne iure preter sententiam capitalem, er de quolibet manso Dimidium siliginis annuatium, in stagno adiacenti preter sagenam ad suos usus liberam piscaturam. Am 19. Juni 1279 wurde Pfarrer Jordan aus Wamckow bei der Einweihung der Parchimer Neustadt-Kirche durch den Schweriner Bischof Hermann bei einem Rechtsstreit als Zeuge Jordano, plebano in Wamekow genannt. In der Urkunde von 1256 sind auch die Nachbarorte Niendorf und Turloff sowie die vor 1600 wüst, d. h. untergegangenen Dörfer Buchholz und Stampe erwähnt worden. Im folgenden Jahrhundert ist zu Wamckow weiter nichts zu erfahren. Im Testament des Sternbergers Priesters und ständigen Vikar Johann Walk vom 30. September 1367 wurde auch der Kirchherr rectorem ecclesie Henricum aus Wamekowe genannt. Die Adelsfamilie von Wamekow soll sich nach dem Gut und Ort Wamckow benannt haben und waren seit Anfang des 14. Jahrhunderts eine bedeutende und begüterte Sternberger Bürgerfamilie. Neben Blankenberg und Pastin gehörte das Gut Turloff dem von Wamekow. Ende des 15. Jahrhunderts ist das Geschlecht ausgestorben.
1434 befand sich Wamckow im Pfandbesitz des Klaus von Pressentin aus Prestin. Von 1478 an sollen die von Plessen Wamckow und das Kirchenpatronat bis 1603 besessen haben. Am 17. Januar 1603 ging Wamckow von Reimar von Plessen auf Brüel auf zwanzig Jahre als Pfandbesitz an Johann Reimar von Pressentin auf Prestin über.
An der Reformation in Mecklenburg sollen sich auch der Wamckower Pastor Joachim Rönikendorf, der als frommer und gelehrter Prediger bezeichnet wurde und sein Gutsherr von Plessen beteiligt haben. Am 20. Juni 1549 bestiegen sie die Kutsche und ließen die Pferde zur Sagsdorfer Brücke nahe Sternberg traben. Dort trafen sie sich an der Brücke unter freiem Himmel Prälaten, Ritter und Vertreter der Städte, Landesgeistliche und Universitätsvertreter, um Luthers Reformwerk zu vollenden.
Der Dreißigjährige Krieg hinterließ in Wamckow ebenfalls Not, Elend und Zerstörung. Waren zu Beginn des militärischen Konfliktes dort noch zwölf Bauern und sechs Kossaten ansässig, gab es am Ausgang des Krieges nur noch einen Einwohner, den sechzigjährigen Dorfschulzen. 1623 hatte Gerd von Steding das Gut Wamckow übernommen, dieses ging dann 1640 hochverschuldet an die Familie von Dessin über. Die Anwesenheit fremder Soldaten in den Kriegsjahren ist auch im Wamckower Kirchenbuch dokumentiert worden. So hatte sich am 10. Juli 1648 ein schwedischer Korporal durch Pastor Christoph Boje auf dem Gut trauen lassen. Wamckow und auch Niendorf waren durch das betrübte continuirliche Kriegswesen mächtig ruiniert…. Was der Krieg verschont hatte, wurde im Februar 1648, am Montag der Fastnachtswoche, durch ein schweres Unwetter vernichtet. Ein großer Sturmwindt gleich einem Wirbelwind oder Erdtbeben, daüber mancher Christ nicht allein in groß Schrecken geraten, fegte über das Dorf hinweg und verursachte gewaltige Schäden. Pastor Boje berichtete weiter, dass solch groß Ungewitter unsern Turm allhir nebenst den beiden Glocken gantz zu Grunde niedergerissen. Die Pfarren in Wamckow und Prestin gehören seit 1642 kirchlich zusammen.
Von 1671 bis 1692 war Gerd Carl von Dessin aus dem Hause Penzlin Besitzer des Gutes in Wamckow. Ab 1692 übernahm dann Hauptmann Johann Detlev von Dessin als Erbherr auf Wamckow, danach kam sein Sohn Gerd Carl von Dessin. 1698 gab es einen Vergleich zwischen der Witwe des Pastors Jakob Dahlmann und Anna Margarete von Buchwald als Witwe des Pastors Johann Christoph von Ha(h)nstein über eine Geldsumme. Gerd Carl von Dessin hatte als Angehöriger der Ritterschaft am 18. April 1755 auch den Landesgrundgesetzlichen Erbvergleich mitunterzeichnet. Er war noch Erbherr auf Görslow, Langen Brütz, Leezen und Panstorff. Gerd Carl von Dessin starb am 21. Januar 1791 als Junggeselle und vererbte seiner Schwester Magdalene Ilsabe von Bülow, geborene von Dessin bis 1794 das große Rittergut in Wamckow. Sie war mit fünfundzwanzig Jahren die zweite Ehefrau des Dobbertiner Klosterhauptmanns Jobst Hinrich von Bülow aus Woserin.
Im Einschreibebuch des Klosters Dobbertin wurde am 13. Januar 1725 Agnes von Dessin aus Wamckow zur Aufnahme als Konventualin in das adlige Damenstift eingetragen. Nach 36 Jahren Wartezeit wurde sie in Dobbertin aufgenommen, schied aber acht Jahre später durch Heirat wieder aus. Zwischen den Familien von Plessen und von Dessin gab es um 1770 noch mehrere Prozesse wegen der berechtigten Lehnträgerschaft. Mit Gerd Carl von Dessin endete dann 1794 die Gutsherrschaft in Wamckow. In Stieten hatten die von Dessin noch von 1770 bis 1791 pfandweise Besitzungen.
Danach kamen die von Bülow als Pfandträger in den Besitz von Wamckow. Im Juni 1794 zog der am 25. September in Dobbertin geborene, bisher in preußischen Militärdienst gestandene Gottlieb Friedenreich von Bülow in das alte Gutshaus in Wamckow ein. Vier Jahre später wurde Wamckow erblicher Lehnbesitz und blieb es bis 1903. Von 1803 bis 1805 ließ Gottlieb Friedenreich von Bülow durch den Architekten David Anton Kufahl ein neues Gutshaus im klassizistischen Stil bauen, dass in Wamckow auch Schloss genannt wurde. Es war ein 13-achsiger Backsteinbau mit gewalmten Mansarddach und einem zurückgesetzten breiten Eingang mit toskanischen Säulen.
Als von Bülow am 21. Juni 1836 starb, wurde er in der kleinen Begräbniskapelle an der Nordseite der Wamckower Kirche bestattet. Die Bülow’sche Begräbniskapelle wurde um 1900 abgebrochen. 1870 wurde Wamckow durch die Bülows geteilt und Neu-Wamckow wurde nach den Vorfahren Dessin genannt.
Am 23. Juni 1903 verkaufte Ernst von Bülow-Trummer das Gut Wamckow mit Dessin an Rittmeister a. D. Carl Georg Alfred von Engel. 1922 übernahm Carl Hinrich von Engel das Gut Wamckow. Die von Engel blieben bis 1945 in Wamckow und flüchteten vor der anrückenden Roten Armee in den Westen Deutschlands. Im Zuge der Bodenreform wurde das Gut enteignet, ab 1957 als Örtlicher Landwirtschaftsbetrieb (ÖLB) geführt wurde Wamckow 1959 ein Volkseigenes Gut (VEG). 1990 war das Wamckower Gut unter Treuhandverwaltung und das Gutshaus wurde wegen Einsturzgefahr gesperrt. Seit 1994 ist Familie Rethmann Besitzer der Gutsanlage. Das alte Gutshaus wurde 1995 abgerissen und durch ein Neubau, einer zweigeschossigen Dreiflügelanlage mit Satteldach ersetzt. Als Förderer der Wamckower Feldsteinkirche ließ er diese in der Zeit von 1993 bis 1996 innen und außen aufwendig restaurieren. Der separat an der Westseite stehende hölzerne Glockenturm wurde erneuert, der Friedhof mit den historischen Grabkreuzen wieder hergerichtet und mit einer Feldsteinmauer versehen.

## Baugeschichte
Zum Baubeginn der Wamckower Kirche fehlen jegliche Quellen. Der Beginn wird recht mutig in die Zeit zwischen 1225 und 1250 datiert, doch urkundlich wurde Wamckow erstmals 1256 erwähnt. In dieser Urkunde ist auch Jordan, Plebano in Wamkow als Pfarrer in Wamckow aufgeführt worden. Man kann aber schlussfolgern, wo ein Pfarrer, da eine Kirche. Doch ein frommer Gutsherr könnte dem Pastor auch in seinem Gutshaus einen Predigerraum zur Verfügung gestellt haben. Doch mit Sicherheit wird es hier auch einen Vorgängerbau als Holzkirche gegeben haben.
Der Bau der Feldsteinkirche wird durch Historiker in die zweite Hälfte des 15. Jahrhunderts datiert.
1648 verursachte ein schweres Unwetter gewaltige Schäden in Wamckow. In den Aufzeichnungen von Pastor Christoph Boje steht zur Kirche solch groß Ungewitter unsern Turm allhir nebenst den beiden Glocken gantz zu Grunde niedergerissen. Auch Historiker schrieben, ein Thurm ist nicht vorhanden, es soll aber einer dagewesen sein, der vor langen Zeiten niederbrannte.
Im Visitationsprotokoll vom 26. Juli 1705 schreibt Pastor Johann Christoph von Hanstein zur Wamckower Kirche: Die Mauern der Kirche bestehen aus Feldstein und die Giebel aus Holz. Neu seien Sparrwerk und Balken. Dagegen sei der Boden einigermaßen mit alten Brettern überlegt. Die Kirche hat keinen Turm, sondern es hängen zwo Glocken auf dem Kirchhof ein einem Glockenstuhl. In der Kirche sind überall sechs Fensterlichter und die Fenster in gutem Stande. Der Altar ist von Mahl- und Bildhauerarbeit auf Holz, der Tisch gemauret. Auf dem Tische liegt eine Decke von Leinwand. Nachdem 1747 das Pfarrhaus niedergebrannt war, wurde die Kirchgemeinde Wamckow mit Prestin und Groß Niendorf verbunden.
Zum Ende der Amtszeit von Pastor Johann Christoph Metelmann brannte am 4. August 1828 das Prediger-Witwenhaus ab und 1829 soll ein Blitz in die Kirche eingeschlagen haben.
1838 beschreibt Pastor Ulrich Friedrich Conrad Bauch die Kirche: Die Kirche ist innerhalb 64 Fuß lang und 29 Fuß breit, 17 Fuß hoch, hat gegen Norden zwei, gegen Osten drei und gegen Süden drei alte, im ganzen acht Bogenfenster .Die Decke ist flach, auf starken Balken ruhend, mit gleicher Farbe angestrichen wie sämtliche Stühle. Der Fußboden der Kirche ist durchgehend mit gebrannten Steinen gepflastert worden, mehrere Stühle, wie der Hof-, Beicht-, Prediger-, Frauen-, Gr. Niendorfer Hof- und Turloffer Försterstuhl, sind mit Brettern ausgelegt, in den Stühlen, wo diese fehlen, wie auch vor den Banken vor dem Altar, befindet sich je ein Brett für die Füße.
Alle zwei Jahre fand, meistens im Februar, eine Pfarrbaukonferenz statt. Der Pastor erstellte ein Verzeichnis der abzustellenden Schäden an die Patrone der Kirchen auf Wamckow und Prestin, beide luden zur Konferenz das Großherzogliche Amt Crivitz und die Verwaltungsbehörden der Domänen des Großherzoglichen Haushalts ein. Diese ließen sich meist vertreten. Es ging fast immer um die Kosten, so für das Baumaterial, die Handwerkerlöhne und die Hand- und Spanndienste durch die Dorfbewohner. Das Umgießen der beiden beschädigten Glocken erfolgte 1845 durch den Glockengießer Illies in Waren. Nach aufwendiger Restaurierung unter dem Patronat von Jobst Heinrich von Bülow, der 1847 nach Wamckow kam, wurde die Kirche am 25. November 1855 von Pastor Stiebler wieder eingeweiht sie entzückte mit einem lieblichen Anblick, besonders durch die Harmonie, die in der inneren Ausschmückung herrscht…
Zwischen den beiden Weltkriegen werden keine Bautätigkeiten an der Kirche zu Wamckow erwähnt, der seit 1929 dortige Pastor Johann Albrecht Schlettwein gehörte ab 1934 der Reichsgruppe Deutscher Christen an und der nachfolgende Pastor Karl Koch war schon ab 1930 Mitglied der NSDAP.
Am 23. Mai 1930 wurde durch den Schweriner Denkmalpfleger für Baudenkmale der geschichtlichen Zeit Adolf Friedrich Lorenz die Kirche zu Wamckow nach dem Denkmalschutzgesetz vom 15. Dezember 1929 unter Denkmalschutz gestellt.
Am 8. Juni 1980 wurde die auf Kosten der Kirchgemeinde durchgeführte äußere Renovierung der Kirche gefeiert. Dazu schrieb am 29. Juni 1980 die Mecklenburgische Kirchenzeitung … die alte Kirche war gerade renoviert worden, schmucke neue Fenster grüßten von außen, das Innere war hergerichtet worden. Am 26. März 1981 fand dann zur weiteren Vorgehensweise der Innenrestaurierung, besonders zur Farbigkeit des Raumes mit der Marmorimitation, mit dem Schweriner Institut für Denkmalpflege und der Pastorin Rosteck in der Wamckower Kirche eine Besichtigung statt. Doch weitere zehn Jahre sollten vergehen, bis nach der Wende Maßnahmen zum desolaten Bauzustand eingeleitet wurden. Die sich vergrößerten Schadstellen am Kirchendach mit dem Schwammbefall, die durchfeuchteten Feldsteinwänden und das ungesicherte Kunstgut wurden ab 1991 als Schwerpunkte angesehen. 1992 begann dann die aufwendige Kirchensanierung mit den durchfeuchteten Wänden und der abgeblätterten Wandbemalung, auch große Teile der Deckenbalken der Dachkonstruktion und Bretter der Decke wurden wegen Schwammbefall ausgewechselt. Unter den neu verlegten achteckigen Fußbodenplatten befindet sich nun eine Fußbodenheizung, die Wandflächen wurden von den Restauratoren Bresien und Koch in den historischen Zustand versetzt und der Innenraum mit einer dezenten Beleuchtung ausgestattet.
Mit einem Festgottesdienst im Beisein des damaligen Ministerpräsidenten Berndt Seite erfolgte am 2. Juni 1996 durch Propst Eckehardt Schaefer die Wiedereinweihung der restaurierten Kirche. Gleichzeitig weihte der Landessuperintendent Ernst-Friedrich Roettig die neue Orgel ein. Neben der ökumenischen Nutzung der Kirche sorgen die Kirchengemeinde und die Familie Rethmann jährlich für abwechslungsreiche kulturelle Veranstaltungen in der kleinen Dorfkirche.

### Äußeres
Die Kirche ist ein einfacher rechteckiger Feldsteinbau ohne Chor und Turm. Die Gebäudeecken der Feldsteinwände und die Fenster- und Türöffnungen wurden in Backstein ausgeführt. Ein Turm ist nicht vorhanden, es soll aber einer da gewesen sein, der vor langer Zeit niederbrannte. Das Satteldach ist mit Biberschwanzziegeln eingedeckt. Auf dem Westgiebel befindet sich ein eisernes Kreuz und auf dem Ostgiebel eine Wetterfahne mit der Inschrift von 1684. Beide Giebeldreiecke sind als Fachwerk mit einem Doppelfenster und Bretterluken ausgeführt sowie mit Ziegeln ausgemauert. Die Südseite hat drei spitzbogige Fenster mit abgetreppten Fenstergewänden aus Backsteinen. An der Nordseite befinden sich nur zwei spitzbogige Fenster mit abgetreppten Fenstergewänden. An der zugemauerten und verputzten ehemaligen Kapellentür mit Rundbogen auf der Nordseite wurden fünf Grabplatten mit Inschriften der Familien von Engel und von Dessin angebracht. Am Ostgiebel befinden sich drei Spitzbogenfenster mit oberer Buntverglasung. Die Rundbogentür im Westgiebel wurde mit einer vorgesetzten, zweiflügeligen Stabgittertür in Kreuzform versehen.
Der Zugang zur Kirche erfolgt heute durch das Südportal mit einem abgetreppten Spitzbogen und zurückgesetzten, verputzten Rundbogen. Die schlichte Eichenbohlentür ist mit zwei geschmiedeten eisernen Schippenbändern, zwei Stützkloben, einem Türgriff und mit Riegel versehen. Bis 1945 war unter dem Rundbogen noch zu lesen: Tretet ein durch seine Pforte, geht durch seinen Vorhofsgang, lobet ihn mit schönen Worten, saget ihm Lob, Ehr' und Dank, denn der Herr ist alle Zeit voller Gnad und Gültigkeit.

### Inneres

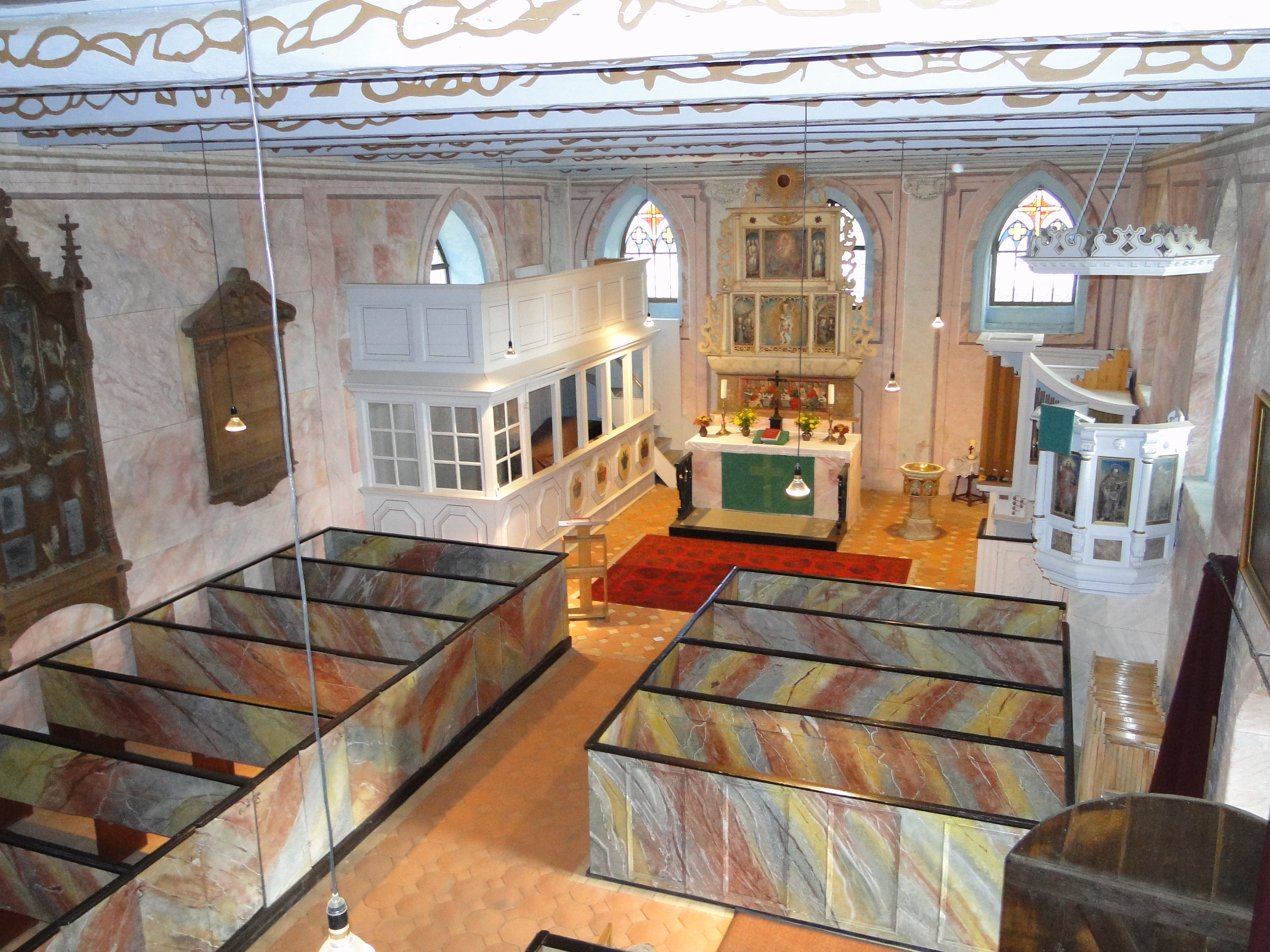
Innenraum mit Altar, Patronatsloge und neuer Orgel 2012

Das Innere der Kirche ist ein ungeteilter Raum mit einer flachen bemalten Holzbalkendecke. Die Holzdecke ist etwas Besonderes, denn auf ihr sind der Widerstreit zwischen Himmel und Hölle dargestellt. Die jetzige Bemalung ist eine Rekonstruktion der alten Deckenmalerei, die teilweise in Resten noch vorhanden war. Die Holzbalken tragen Schlangenmalereien mit stark stilisierten Schlangenköpfen, dazwischen wurden auf der Bretterdecke Sterne eingefügt.
Die Raumfassung stammt nach den Befunden von 1991 aus der Zeit um 1700 und wurde bis 1996 wieder hergestellt. Die Wände mit illusionistischer Architekturgliederung zeigen imitierenden Marmor. Die Raumaufteilung zum Chor hin wird durch Stuckpilaster an den Wänden erreicht. Die Wände des Hallenraumes für die Gemeinde wurden mit einer einfachen Quaderbemalung versehen. Unter der Quaderbemalung fand man noch Reste einer älteren Ausmalung. Auffallend in der Wamckower Kirche ist die Einbeziehung des Kirchengestühls mit ihrer hohen Umzäunung in diese Marmorstruktur durch eine recht aufwändige Aufmalung. In Mecklenburger Kirchen ist eine Marmorierung von Kirchengestühl recht selten vorzufinden.
Über der Ausgangstür an der Südseite hängt ein Gemälde mit einer Darstellung vom Letzten Abendmahl.

#### Altar
Der dreigeschossige Altaraufsatz in architektonischen Formen besteht aus Teilen verschiedener Epochen. Das Hauptstück ist der Rest eines gotischen Triptychons und zeigt Gott Vater in einer Strahlenmandorla mit Christus als Schmerzensmann, gefertigt wohl in der zweiten Hälfte des 15. Jahrhunderts. Die beiden Seitenflügel sind in der Zeit der Romantik entstanden und zeigen die Verkündigung Mariä auf der linken Seite und auf der rechten die Anbetung des Kindes durch Maria und Joseph mit einigen Hirten im Hintergrund. Darüber befindet sich im Altar ein Gemälde des 19. Jahrhunderts mit der Darstellung der Auferstehung, in den Seitenflügeln sind Engelsfiguren zu sehen. Gemalt haben soll es 1855 ein "Prof. Pein". Das Ganze wird gekrönt mit einer Strahlensonne. Betrachtet man die Marmorierung über der Predella, so kann man dort zwei Gesichter erkennen. In der Barockzeit waren solche Späße nicht selten.
In der Predella war unversehrt ein Abendmahlsgemälde aus dem 17. Jahrhundert mit seitlichen Inschriften Esset das ist mein Leib und Trinket das ist mein Blut verborgen. Es wurde mit finanzieller Hilfe der Familie Rethmann restauriert und hängt seit 2013 über der südlichen Tür. Das heutige Bild entstand 1854 durch Pein und zeigt Jesus mit dem Kelch, den er seinen Jüngern reichen will. Die Predella wurde 1996 von den Restauratoren Matthias Bresien und Rolf Krause aus Hundorf gesichert und restauriert. Unter den Paramenten befand sich eine weiße gestickte Altardecke. Die im Dobbertiner Kloster lebende Konventualin Ina von Bülow aus Wamckow fertigte 1920 die Altardecke aus Stoff von der ehemaligen Domina Hedwig von Quitzow und schenkte sie der Kirche zu Wamkow.
Südlich vom Altar befindet sich die zweigeschossige Patronatsloge mit vier von Bülow’schen Wappen.
- J(obst) H(inrich) Bülow auf Wamckow 1855.
- M(aria) von Bülow, geb. von Blücher a. d. Hause Bobbin 1855.
- Ernst von Bülow-Trümmer auf Wamckow.
- Mathilde von Bülow-Trümmer, geb. Freiin von Maltzan. Anton von Bülow geb. Dessin, Elsa von Bülow, geb. von Uslar.

Rechts neben dem Altar befindet sich einer der wenigen Beichtstühle der evangelischen Kirchen in Mecklenburg. Die Holztaufe mit einer Schale aus Messing stammt von 1889. Auf einem Holzpfeiler unter Verwendung des unteren Teiles eines Tabernakels wohl aus dem 15. Jahrhundert, der ebenfalls marmorisiert bemalt ist. Unter der Orgelempore steht ein altes, aus katholischer Zeit stammendes weißgrau gestrichenes Sakramentenhäuschen. Die Rankenmalerei im Innern weist auf ein hohes Alter. Nach der Restaurierung hat es heute einen hellgrauen leicht marmorierten Anstrich mit rotbraunen Zwischenteilen. Ein seltenes und gut erhaltenes Kunstwerk aus vorreformatorischer Zeit.

#### Kanzel
Die Holzkanzel, eine schlichte Renaissance-Kanzel, stammt von 1694. in den Füllungen der Brüstung Christus als Salvator mundi und die vier Evangelisten. Wie aus der Inschrift ersichtlich, ist die Kanzel eine Stiftung des Hauptgutspächters von Groß Niendorf, Valentin Schwulges und seiner Frau Anna Burmeister aus Dankbarkeit für die Errettung aus großer Gefahr.

#### Gedächtnistafel

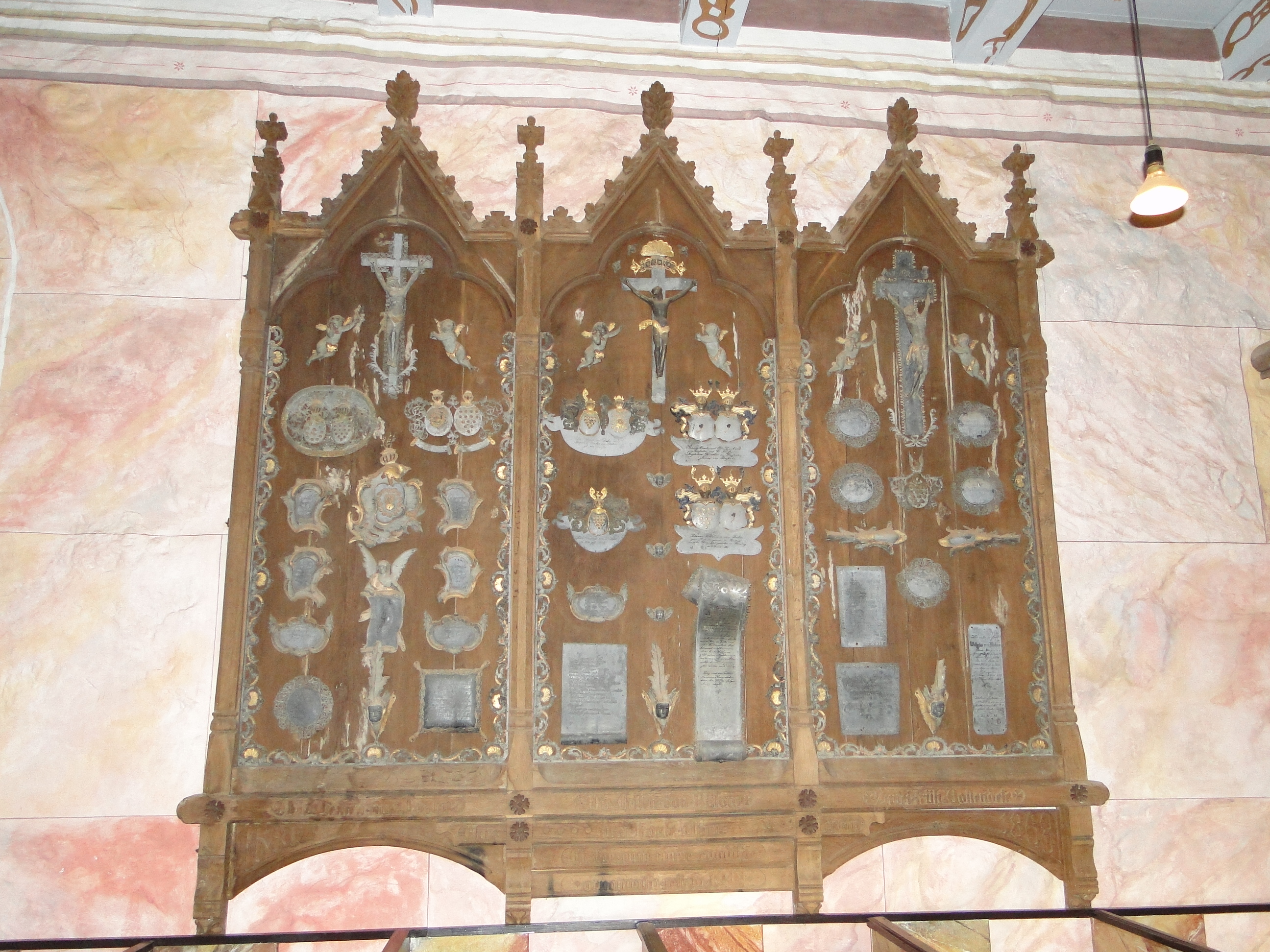
Gedächtnistafel 2012

Um 1900 wurde an der Nordseite die Begräbniskapelle derer von Bülows abgerissen, die Sargwappen und Sarginschriften von Bülow’schen Familien befinden sich auf der dreiteiligen, eichenen Gedächtnistafel, die am 10. Juli 1901 im Kircheninnern an der Nordwand angebracht wurde. Die linke Tafel erinnert seit 1680 an die Gutsfamilie von Dessin, die rechte Tafel seit 1868 an die von Bülow. Nach der Ordnung der Familien-Wappen von Dessin sind in der Kirche zu Wamckow Sargbeschläge mit Namen von Dessin und den Wappen zu sehen.
- Gerd Carl von Dessin a. d. Hause Penzlin, des Gutes Wamckow 1671–1692, Gemahlin Catarina, geb. von Bülow.
- Hauptmann Johann Detlev von Dessin, Erbherr auf Wamckow seit 1692, Gemahlin Agneta Engel, geb. von Wickede.
- Hauptmann Hans Christian von Dessin, geb. 1680, Erbherr auf Wamckow, gest. 1736, Gemahlin Magdalena Dorothea, geb. von Blücher. Kinder Gerd und Magdalena.
- Gerd Carl von Dessin, geb. am 19. Juli 1726, Erbherr auf Wamckow seit 1736, gest. 21. Januar 1791.
- Magdalena Ilsabe von Blücher, geb. von Dessin, Ehefrau des Klosterhauptmann Jobst Hinrich von Bülow auf Woserin, Erbherrin auf Wamckow von 1791–1794.
- Sohn Major Gottlieb Friedrich von Bülow, geb. 25. September 1760, Erbherr auf Wamckow seit 1794, gest. 21. September 1836, Gemahlin Johanna Wilhelmina, geb. von Pressentin.[37]

An der Nordwand hängt auch eine Gedächtnistafel aus Eichenholz für die im Ersten Weltkrieg Gefallenen aus Wamckow, Dessin und Turloff. Sie wurde durch den Dobbertiner Tischler Roloff nach dem Muster der von ihm für die Dobbertiner Klosterkirche angefertigten Tafel am Sonntag Exaudi im Mai 1922 während eines Gottesdienstes enthüllt.

#### Tafelbilder

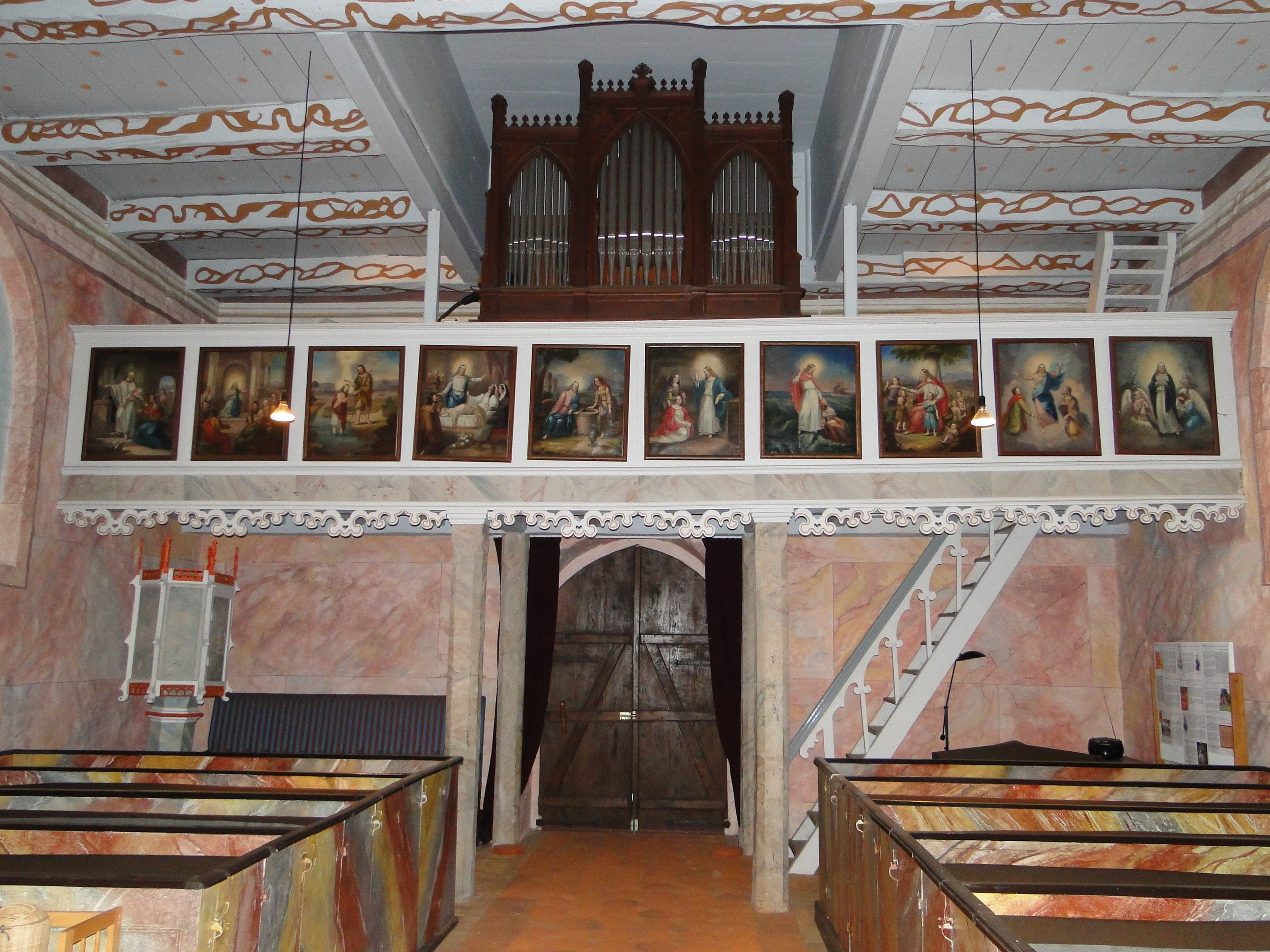
Tafelbilder an der Brüstung der Orgelempore mit Friese III-Orgel 2012

An der Brüstung der Westempore befinden sich zehn neutestamentliche Tafelbilder, die 1855 vom Kunstmaler Pein im Auftrag von Maria von Bülow aus Bobbin bei Gnoien gemalt wurden. Maria, geb. von Blücher gewann gegen Verwandte einen Prozess um Vermögenswerte. Mit den Geldern ließ sie die Wamckower Kirche renovieren und ausschmücken. Die biblischen Bilder tragen nicht zufällig die Gesichter derer von Bülow. Den Gutsherren verewigte Pein als einen der Schriftgelehrten.
Von links nach rechts sind folgende Themen dargestellt.
- Jesus im Tempel, Lukas 2, 22–24
- Jesus als 12-Jähriger im Tempel mit Schriftgelehrten, Lukas 2, 41–52
- Johannes der Täufer tauft Jesus, Markus 1, 9–11
- Auferweckung der Tochter des Jairus, Markus 5, 21–43
- Jesus bei der Samariterin am Brunnen, Johannes 4, 1–42
- Jesus bei den Schwestern Maria und Martha, Lukas 10, 38–42
- Jesus wandelt auf dem Meer, Petrus sinkt, Matthäus 14, 22–33
- Jesus segnet Kinder, die man ihm brachte, Markus 10, 13–16
- Jesus Himmelfahrt, Apostelgeschichte 1, 1–14
- Verherrlichung Jesu, Paulus an die Phiipper 2, 10–11

#### Orgel

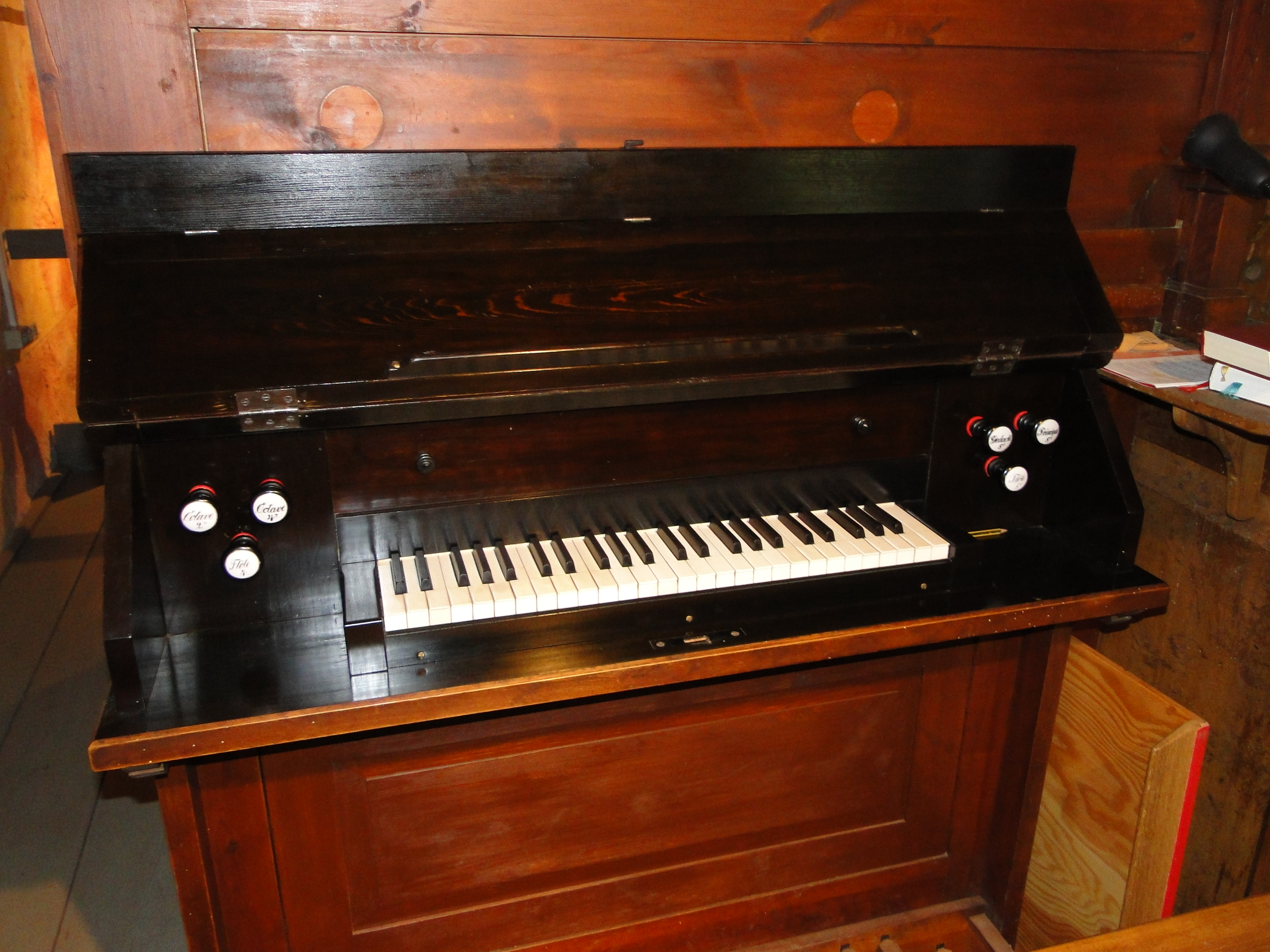
Spieltisch Friese-Orgel 2012

Die Orgel (I/P/6) hatte 1884 der Schweriner Orgelbaumeister Friedrich Friese III gebaut. Es wurden 294 Pfeifen aus Holz und Metall eingebaut. Der neugotische flache Prospekt aus drei spitzbogigen Pfeifenfeldern schließt oberhalb mit geraden Palmettenreihen ab. Der Spieltisch befindet sich linksseitig mit Registerzügen zu beiden Seiten der Manualklaviatur.
Ab Januar 2003 erfolgte eine umfangreiche Restaurierung durch den Orgelbaumeister Andreas Arnold vom Mecklenburger Orgelbau in Plau. Durch das Alter der Orgel war der Verschleiß am Leder und den Drahtwaren sehr stark. Das Leder war von Mardern zerfressen. Die Orgel war unspielbar, denn es fehlten die Prospektpfeifen und 20 Pfeifen in der Orgel.
Im Abnahmebericht des Güstrower Orgelsachberaters Wolfgang Leppin vom 29. März 2003 ist zu lesen: Die nachzubauenden Pfeifen wurden in bester Qualität hergestellt. Die technischen Arbeiten sind sauber und exakt ausgeführt und die Nachintonation und Stimmung sind eine Ohrenweide. Bei der technischen und klanglichen Überprüfung wurden keine Mängel festgestellt. Der neue Winderzeuger, eingebaut in einem Schutzkasten an der rechten Gehäuseseite, läuft geräuscharm und liefert ausreichend Wind. Auch eine Seltenheit hat diese Friese-Orgel zu bieten, denn sie hat die Stimmhöhe der heutigen Zeit. Die feierliche Wiedereinweihung erfolgte am Ostermontag, den 21. April 2003 durch den Oberkirchenrat Andreas Flade aus Schwerin. Diese wäre aber ohne die großzügige Unterstützung und dem Engagement der Familie Rethmann nicht möglich gewesen.
Rechts vom Altar wurde schon 1996 eine vom Plauer Orgelbaumeister Wolfgang Nußbücker gebaute zweite Orgel (I/P/5) aufgestellt, da die historische Friese-Orgel die letzten 45 Jahren unbespielbar war. Die Orgelweihe nahm am 3. Juni 1996 der Schweriner Landessuperintendent Ernst-Friedrich Roettig vor.
Einmaliges hat nun Wamckow zu bieten, es sind in der kleinen Dorfkirche Konzerte mit und für zwei Orgeln spielbar.

#### Glocken
Vor dem Westgiebel der Kirche befindet sich ein freistehender Glockenstuhl mit zwei Bronzeglocken von 0,99 Metern und 0,68 Metern Durchmesser. Auf der größeren Glocke steht der Name CONCORDIA, auf der kleinen PIETAS. Beide haben das Bülow-Pressentin'sche Allianz-Wappen mit der Jahreszahl 1836. Sie sind mit Rankenwerk verziert und verweisen mit Inschrift auf Major Gottlieb Friedenreich von Bülow, auf Majorin Johanne Wilhelmine von Bülow, geb. von Pressentin, und auf Pastor Ulrich Friedrich Conrad Bauch. Gegossen wurden sie 1845 vom Zinn- und Glockengießer Johann Carl Ludwig Illies in Waren.
Die Vorgängerglocken waren 1786 unter dem Patronat des Gerd Carl von Dessin und unter dem Pastorat Samuel Andreas Friderici vom Glockengießer F. V. Schulz in Rostock gegossen worden. Da bei beiden Glocken sich Risse zeigten und schlechter wurden, kam der Wunsch nach neuen Glocken auf.

## Pastoren
Namen und Jahreszahlen bezeichnen die nachweisbare Erwähnung.
- 1256–1278 Jordan[4]
- erwähnt 1367 Henricus[5]
- 1541–1572 Joachim Rönekendorf (Rönnikendorp), ein frommer und gelehrte Prediger.[10]
- 1550–1585 Nikolaus Wigert (Wigerd), kam aus Parchim, vorher in Frauenmark.
- 1572–1577 Kaspar Boldewin.
- 1609–1615 Johannes Binkepank.[46]
- 1622–1662 Christoph Boje (Boetius), kam aus Grevesmühlen.[47]
- 1663–1697 Jakob Dahlmann (Dalemann), kam aus Brandenburg in der Mark.
- 1697–1732 Johann (Hans) Christoph Gerlach, genannt Ha(h)nstein, kam aus Neustadt-Eberswalde[48], auch Hohen Pritz bis 1736, danach Techentin.
- 1737–1740 Enoch Christoph Simonis, vorher in Demen, dass er bis zu seinem Tode 1741 mit versorgte.
- 1731–1755 Magnus Friedrich Wachenhusen, auch Prestin.
- 1756–1792 Samuel Andreas Friederici, auch Prestin.
- 1794–1811 Johann Joachim Christoph Metelmann, auch Prestin.
- 1812–1843 Ulrich Friedrich Conrad Bauch
- 1844–1856 Christian Gottlieb Wilhelm Ludwig Friedrich Stiebeler, auch Prestin.[49]
- 1857–1886 Carl Friedrich Christoph Schiller, auch Prestin.[50]
- 1886–1928 Helmuth Johannes Richard Schröder, auch Prestin, 1881 Lehrer an der Bürgerknabenschule und 1884 an der Bürgertöchterschule in Schwerin.[51]
- 1929–1934 Johann Albrecht Wilhelm Tönnies Schlettwein, auch Prestin, danach Boizenburg und Wismar.[52]
- 1934–1944 Karl-Martin Koch, war Mitglied der NSDAP, † 1944 im Feldlazarett in Kurland.[53]
- 1945–1950 Ernst Kolodzieyczcyk, bis März 1945 in Groß Nebrau( Westpreußen).[54]
- 1954–1970 Ernst-Günter Hans Martin Franz Salchow.[55]
- 1970–1975 Fritz Sager
- 1977–1993 Edeltraud Rosteck, auch Demen
- 1993–2008 Eckehard Schaefer, auch Zapel
- 2009 aktuell Maria Maerker, 2021 Friederike Baur aus Crivitz

## Friedhof
Wamckows gut gepflegter Friedhof, auch Kirchhof genannt, liegt mitten im Dorf, geschützt von einer fast 300 Meter langen, 1,30 Meter breiten und einen Meter hohen Friedhofsmauer aus Feldsteinen. Diese Feldsteinmauer wurde von 1995 bis 1996 durch den Förderverein Sternberger Seenplatte im Rahmen einer Arbeitsbeschaffungsmaßnahme erneuert.

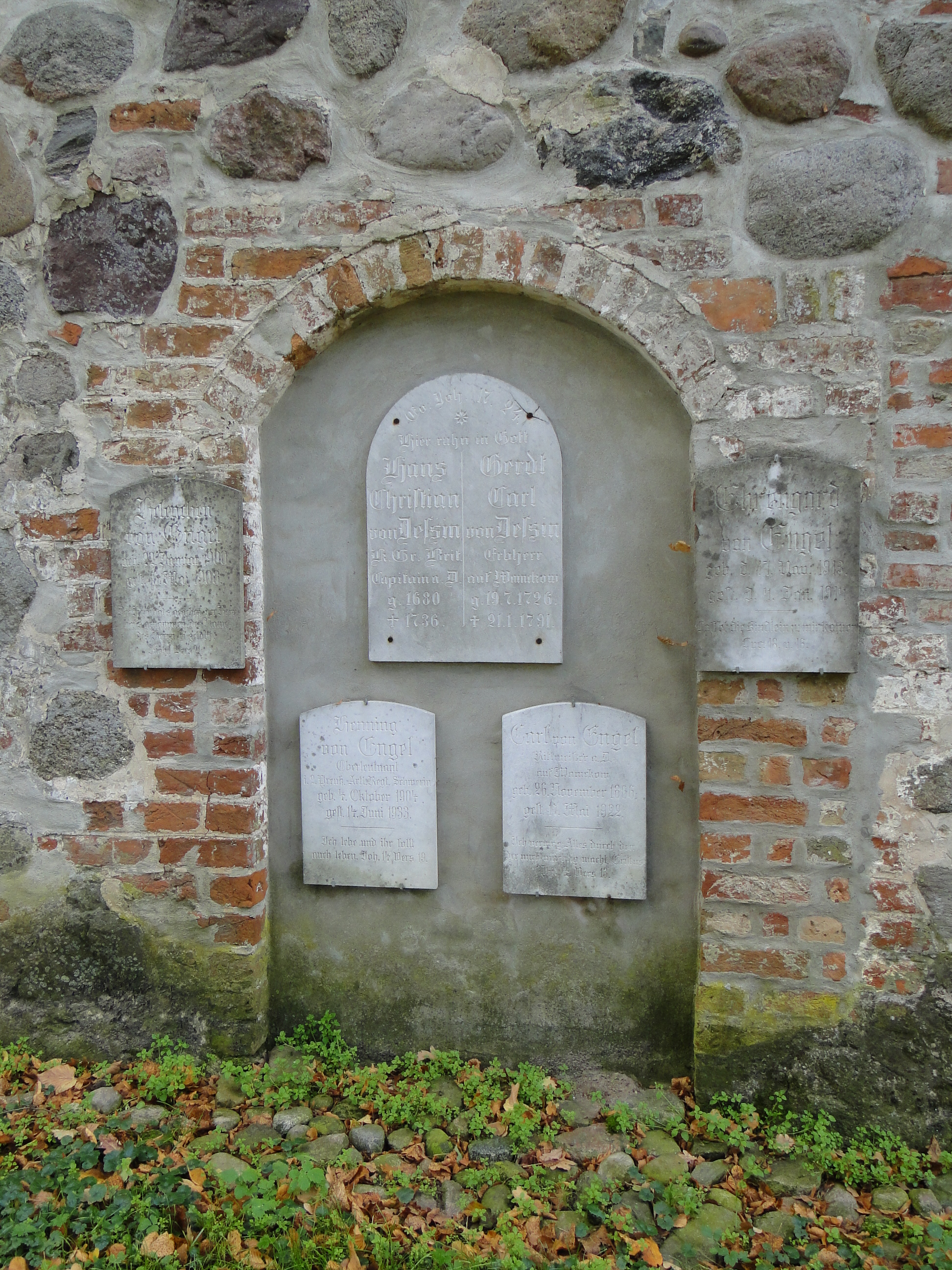
Grabtafen derer von Engel und von Dessin

An der nördlichen Außenwand der Kirche befinden sich an der zugemauerten Tür der ehemaligen Kapelle noch fünf Grabplatten von verstorbenen Familienmitgliedern derer von Engel und von Dessin.
- Helene von Engel, geb. 22. Januar 1900, gest. 16. Mai 1908. (links)
- Hier ruhen in Gott Hans Christian von Dessin, Kapitän des Königs Groß Britannien a. D., geb. 1680, gest. 1736. Alter 56 Jahre weniger 5 Wochen.
- Gerd Carl von Dessin, Erbherr auf Wamkow, Stieten, Langen Brütz, Görslow Leezen und Panstorf, geb. 19. Juli 1726, gest. 21. Januar 1791. (war 1755 Mitunterzeichner des Landesgrundgesetzlichen Erbvergleiches)
- Ehrengard von Engel, geb. 17. November 1913, gest. 4. Juni 1914. (rechts)
- Henning von Engel, Oberleutnant im 2. Preuß. Art. Regiment Schwerin, geb. 4. Oktober 1904, gest. 14. Juni 1933.
- Carl von Engel, Rittmeister a. D. auf Wamckow, geb. 26. November 1866, gest. 17. Mai 1922.

Nach Abbruch der kleinen Kapelle wurden die dortigen sieben Särge mit den sterblichen Überresten der Dessiner und Bülower auf ihren Kirchhofseiten beerdigt. Auf die Bülower Seite kamen die Särge von
- Bernhard Jobst Wilhelm Theodor Carl von Bülow, geb. 14. September 1799, gest. 26. April 1816.
- dessen Vater Gottlieb Friedenreich von Bülow, Königl. Preußischer Major a. D., Erbherr auf Wamkow aus dem Hause Woserin, geb. den 25. September 1760, gest. den 21. September 1836.[56]

Auf der Südseite der Kirche war auf dem Friedhof das Erbbegräbnis der von Bülow’schen Familien. Einige Grabsteine verstorbener von Bülows sind noch vorhanden und teilweise auch noch lesbar.
- Hier ruhet in Gott Elise von Bülow, geb. zu Toddin 15. April 1839, gest. zu Schwerin 14. März 1892.
- Hier ruhet in Gott Sophie von Bülow, geb. von Pritzbuer a. d. H. Poppentin, geb. zu Plau …, gest. zu Schwerin.
- Hier ruhet in Gott Marie von Bülow, geb. von Blücher, geb. d. 14. Oktober 182, gest. 18. Mai 1908.
- Hier ruhet in Gott Jobst Heinrich von Bülow, Erbherr auf Wamkow, geb. d. 29. März 1803, gest. d. 22. Dezember 1882.
- Friedrich von Bülow, Oberforstrath, geb. zu Wamckow 7. Januar 1801, gest. zu Schwerin 21. Juli 1871.
- Hier ruhet in Gott der Major Ernst Ulrich von Bülow-Trümmer, früher auf Wamckow, geb. zu Kuppentin am 8. Mai 1846, gest. zu München am 22. Januar 1917.

Pastor Ulrich Friedrich Conrad Bauch vermerkte 1840 im Kirchenbuch: Der Kirchhof zu Wamckow ist gut eingehegt. Auf der ringsum vorhandenen Mauer steht noch eine höhere Befriedigung von Lattenwerk. So kommt kein Dieb auf den Kirchhof. Der Fußweg hatte abschließbare Tore.

## Heutige Kirchengemeinde
Zur Evangelisch-Lutherischen Kirchengemeinde Demen zählen die Orte Buerbeck, Demen mit Kirche, Jülchendorf, Jülchendorf Meierei, Kobande, Prestin mit Kirche, Runow, Venzkow und Wamckow mit Kirche.
Die Kirchengemeinde Demen wird von der Kirchengemeinde Zapel mit Pfarrsitz verwaltet.
Die Kirchengemeinde Demen gehört zur Propstei Wismar im Kirchenkreis Mecklenburg der Evangelisch-Lutherischen Kirche in Norddeutschland (Nordkirche).

### Gedruckte Quellen
- Mecklenburgisches Urkundenbuch (MUB)
- Mecklenburgische Jahrbücher (MJB)

### Ungedruckte Quellen
Landeshauptarchiv Schwerin
- LHAS 2. 12-3/4 Kirchen und Schulen. Nr. 12093, 12094, 12097, 12102, 12106, 12107.
- LHAS 3.3-4 Ritterschaftliche Brandversicherungsgesellschaft. (1782–1931) Nr. 170.
- LHAS 5.12-4/3 Ministerium für Landwirtschaft, Domänen und Forsten. Ritterschaftliche Landgut Wamckow 1934–1907.

Landeskirchliches Archiv Schwerin (LKAS)
- OKR Schwerin, Specialia Abt. 3. Nr. 032 Stolgebühren in der Parochie Prestin und Wamckow (1875–1907)
- OKR Schwerin, Specialia Abt. 4. Nr. 734 Wamckow, Wamckowsche Kirchen- und Schulfonds (1839–1927)
- OKR Schwerin, Gemeindeberichte Prestin und Wamckow 1836–1974.
- Pfarrarchiv Prestin mit Wamckow und Groß Niendorf, Nr. 08 Bauten und Inventar Kirche Wamckow mit Wappen derer von Dessin auf der Gedächtnistafel. (1836–1960)
- Landessuperindentur Schwerin, Specialis alt, Nr. 461 Prediger 1731–1929, Pfarracker in Wamckow 1791. Nr. 462 Pfarrgerechtsame und Einkünfte 1653–1737.

Landesamt für Kultur und Denkmalpflege Mecklenburg-Vorpommern
- Abt. Landesdenkmalamt, Archiv, Akte Kirche Wamckow.